# 少女-ロリヰタ-23区
少女-ロリヰタ-23区（ろりいたにじゅうさんく）は、日本のヴィジュアル系バンド。略称はロリヰタ。

## 概要
2004年に結成。バンド名はヴィジュアル系を象徴するカルチャーであるロリータを、少女と書いてロリヰタと読ませる「少女-ロリヰタ-」という表記に、都会的な世界観を表現するため首都の「23区」を付け加えた造語で、「ヴィジュアル系のど真中」という意味を持つ。リリース音源を次々と完売させた他、2006年に発売されたミニアルバム「理想架空都市」がオリコンインディーズチャートを賑わせ 2位にランクイン、メジャーチャート60位にランクインした。2007年1月からはラジオ番組 Neo I.D.にて、火曜日のパーソナリティを務めた。2012年8月26日「WORLD end's GALAXY」ツアーファイナル新宿BLAZE公演をもって無期限活動休止することを公式サイトにて発表した。
2013年からは、メンバーのうち、ユ≠キとBANの2人が、新たなメンバーを加えて「LOUD GRAPE」を結成して活動していた。2016年に少女-ロリヰタ-23区としての活動を再開した。

## メンバー
- Vocal：颯〜そう〜（3月25日生。B型。）
  - 2009年10月27日のライヴをもって脱退。
  - 脱退後に組んだバンド、レミングは2011年12月4日に活動休止した。
- Guitar：龍兎（りゅうと、4月29日生。B型。）：宮城県仙台市出身
  - 2014年6月に新バンド「the LOTUS」始動[5]。
- Guitar：ユ≠キ（ゆうき、5月4日生。O型。）：埼玉県出身
  - 2013年11月に新バンド「LOUD GRAPE」始動[6]。
- Bass：リョヲ丞（りょおすけ、7月6日生。A型。）：岡山県倉敷市出身
  - 解散後は役者として舞台「魔がさす」に出演[7]、2013年1月ソロプロジェクト「WING WORKS」始動[7]。
- Drums：BAN（ばん、9月24日生。B型。）：東京都自由が丘出身
  - 2013年11月に新バンド「LOUD GRAPE」始動[6]。

### 旧メンバー
- Vocal：総史（そうし、7月7日生。A型。）：東京都出身
  - かつては久礼聡史の名でソロ活動していた。
- Guitar：仔池 恵

## ディスコグラフィ

### シングル
- おたのしみ円盤-ディスク-（2004年12月3日）高田馬場エリア配布
- 睡-スイレン-蓮の部屋（2005年2月13日）高田馬場エリア配布
- 23区幾何学缶。（2005年6月21日）
- 耽溺Me:LoW（レトロメロウ）（2005年6月21日）SHOXX無料配布
- 東京禁区バヴェルタワー〜あかのゆめ〜（2005年9月19日）
- 東京臨界アナスタシア〜あおのゆめ〜（2005年11月22日）
- 碧ノユメ（2005年11月24日）O-WEST配布
- 玲在-REAL-モニタァ内部の電脳〜デジタル・メイド〜隷娘（2006年8月9日）Atype,Btype同時発売。
- SWEETEST OCEAN（2006年12月4日）渋谷AX配布
- ジェノセンス（2007年5月16日）
- 黎明-reimei-（2007年5月30日）
- RED ROOM（2007年8月8日）
- 未完成サファイア（2007年9月5日）
- ホシノカケラ（2008年3月5日）
- ガリズム-garizm-（2008年11月5日）
- CERAMIC★STAR（2008年12月3日）
- WHITE BLADE（2010年12月22日）オリコンウィークリチャート初登場50位
- I`z（2011年5月11日）オリコンウィークリチャート初登場48位、インディーズチャート3位
- -Hikari-（2011年10月5日）オリコンウィークリーチャート初登場40位、インディーズチャート初登場1位
- Bad City（2012年2月8日）オリコンウィークリチャート初登場55位、インディーズチャート2位
- 絶対永久クリスタル（2012年9月16日）赤坂BLITZ配布

### アルバム
- むらさきのゆめ（2006年2月22日）
- 旧約:媒体少女-メディア・ロリヰタ-（2006年5月19日）リキッドルーム限定販売
- 新約:媒体少女-メディア・ロリヰタ-（2006年5月24日）
- 理想架空都市（2006年10月25日）
- Brand New Ward（2007年11月07日）
- MEMORIAL2005-2006 少女-ロリヰタ-23区（2008年4月2日）
- 【Marble_Shaking_Ward】（2009年3月25日）
- ；BeSt（2009年10月7日）ベストアルバム
- 星帯次元区域ミネルヴァ（2010年8月25日）
- WORLD end's GALAXY（2012年3月21日）

### DVD
- 異色オセロ（2005年3月21日）
- アトランダム型視覚 円盤（2005年8月25日）
- 裏・東京地(下)×××ビデオ（2005年11月24日 O-WESTでCD掲示で配布）
- 革命後夜祭〜THE FILM[BEAUTIFUL GENESIS OF "la Re:volutionA"]〜（2006年7月12日）
- TOUR`08 Garizm king world「我一番の世界」12/20(sat) SHIBUYA O-EAST(2009.04.08 ライヴ会場＋通販限定)
- .doc ～TOUR '09 Carnival of Ⅲ ward Live&Document～(2010.02.14 ライヴ会場＋通販限定)
- 真・少女首都幾何学展_2010-シン・メトロリヰタディスプレヰショウ-（2010年9月23日 ライヴ会場＋通販限定）
- 解放区-THE FINAL WARD- 2012年9月16日(日) 赤坂BLITZ MEMORIAL GRAND FINAL  完全受注生産限定
- 完全復活記念ONEMAN「起動区」at Zepp Tokyo 2017  完全受注生産限定

### 参加オムニバス
- HYSTERIC MEDIA ZONE Ⅵ（2005年3月21日）
  - 参加曲:異色オセロ／天上アクアリウム
- Shock Edge2005（2005年11月1日）
  - 参加曲:うさぎにげる花園
- SHOCK WAVE CD Edition.6 (2006年9月8日)
  - 参加曲:うさぎにげる花園
- CRUSH! -90's V-Rock best hit cover songs- (2011年1月26日)
  - 参加曲:LUNA SEA「STORM」
- V-ANIME ROCKS!(2012年8月1日)
  - 参加曲:微笑みの爆弾

## LOUD GRAPE
少女-ロリヰタ-23区のユ≠キとBANが、りあ、澪毅、アヤトらとともに結成したバンドである。2013年に活動を開始し、ライブ活動に重きを置いていたという。

### ディスコグラフィ

#### シングル
- SATELLITE（2013年11月26日）
- One and Only（2014年5月7日）
- コドモセカイ（2015年5月6日）

#### アルバム
- Devils Chocolate（2014年11月26日）